# Witalij Korotkow
Witalij Korotkow (ur. 20 grudnia 1927), pułkownik, oficer radzieckiego wywiadu, m.in. zastępca szefa radzieckiego wywiadu zagranicznego (I Zarządu Głównego KGB) Władimira Kriuczkowa w latach 80.

## Życiorys
Pracę w wywiadzie zagranicznym rozpoczął w 1951 roku, pracował kolejno w Ministerstwie Bezpieczeństwa Państwowego, (I Zarząd Główny MGB), i Ministerstwie Spraw Wewnętrznych (I Zarząd Główny MSW). 
W latach 1951–1961 był oficerem prowadzącym radzieckiego szpiega Heinza Felfe.
W 1954 roku, po wydzieleniu z Ministerstwa Spraw Wewnętrznych policji politycznej, organów bezpieczeństwa i wywiadu zagranicznego byłego MGB, powstał Komitet Bezpieczeństwa Państwowego przy radzie ministrów ZSRR. Zadanie wywiadu zagranicznego przejął jeden z Zarządów Głównych KGB, tj. I Zarząd Główny KGB. Od lutego 1955 do 1961 roku Korotkow był oficerem przedstawicielstwa KGB w Niemczech Wschodnich - NRD. Po powrocie do Związku Radzieckiego w 1961 roku pracował jako oficer w centrali I Zarządu Głównego KGB, na przedmieściach Moskwy. W latach 80. został zastępcą ówczesnego szefa I Zarządu Głównego KGB - Władimira Kriuczkowa. Na emeryturze od 1990 roku.